# (11572) Schindler
(11572) Schindler (1993 RM7) – planetoida z pasa głównego asteroid okrążająca Słońce w ciągu 3,78 lat w średniej odległości 2,42 j.a. Odkryta 15 września 1993 roku.